# 炎症性サイトカイン
炎症性サイトカイン（炎症誘発性サイトカイン、炎症促進性サイトカイン、英: inflammatory cytokine, proinflammatory cytokine）は、ヘルパーT細胞やマクロファージなどの免疫細胞や、その他炎症を促進する特定の細胞種から分泌されるシグナル伝達分子（サイトカイン）の一種である。インターロイキン-1（IL-1）、IL-6、IL-12、IL-18、TNF-α、IFN-γ、GM-CSFなどが含まれ、自然免疫応答の媒介に重要な役割を果たしている。炎症性サイトカインは主に炎症応答に際して産生され、応答のアップレギュレーションに関与している。
炎症性サイトカインの慢性的な過剰産生は炎症性疾患に寄与することが知られており、アテローム性動脈硬化やがんなどさまざまな疾患と関連づけられている。また、炎症性サイトカインの調節不全は抑うつやその他の神経疾患とも関連づけられている。健康の維持には炎症性サイトカインと抗炎症性サイトカインのバランスが必要である。炎症性サイトカインの放出による炎症の量には老化や運動も関係している。
炎症性疾患の治療には、炎症性サイトカインまたはその受容体のいずれかを中和するモノクローナル抗体が使用される場合がある。

## 定義
炎症性サイトカインは、免疫細胞やその他炎症を促進する特定の細胞種から分泌されるサイトカイン（シグナル伝達分子）の一種である。炎症性サイトカインは主にヘルパーT細胞やマクロファージによって産生され、炎症反応にアップレギュレーションに関与している。炎症性疾患の治療には、炎症性サイトカインまたはその受容体のいずれかを中和するモノクローナル抗体が使用される場合がある。
炎症性サイトカインにはIL-1、IL-12、IL-18、TNF-α、IFN-γ、GM-CSFなどが含まれる。

## 機能
炎症性サイトカインは炎症応答の開始に関与しており、自然免疫応答を媒介することで病原体に対する防御を調節している。一部の炎症性サイトカインは、成長因子としての作用など他の役割も存在する。IL-1β、IL-6、TNF-αなどの炎症性サイトカインは病的疼痛の引き金ともなる。IL-1βは単球やマクロファージから放出されるが、後根神経節の侵害受容ニューロンもIL-1βを発現している。IL-6は傷害に対する神経応答に関与している。TNF-αは神経細胞やグリアに存在することが良く知られている炎症性サイトカインである。TNF-αは細胞内でアポトーシスを調節する別のシグナル伝達経路にも関与していることが多い。炎症性サイトカインの慢性的な過剰産生は炎症性疾患に寄与しており、こうした疾患はアテローム性動脈硬化やがんなどさまざまな疾患と関連づけられている。炎症性サイトカインの調節不全は抑うつやその他の神経疾患とも関連づけられている。健康の維持には炎症性サイトカインと抗炎症性サイトカインのバランスが必要である。炎症性サイトカインの放出による炎症の量には老化や運動も関係している。

## 負の影響
過剰量の炎症性サイトカインは有害な影響を引き起こすことが示されている。炎症性サイトカインの炎症促進作用は、それ自体が疾患の原因となったり、発熱、炎症、組織の破壊を引き起こすことで疾患と関連した症状を悪化させることがあり、一部のケースではショックや死につながる場合もある。

### 腎臓
炎症性サイトカインはネフロンのトランスポーターやイオンチャネルの機能に影響を及ぼす。カリウムチャネルの活性に変化が生じることで、腎臓内での溶解質や水の経上皮輸送に変化が生じる。近位尿細管細胞はリポ多糖に応答して炎症性サイトカインを産生する。炎症性サイトカインは腎臓のカリウムチャネルに影響を及ぼす。IFN-γは40 pSカリウムチャネルに対し、急性的には刺激、そして遅れて抑制という時間依存的な二相的作用を及ぼす。またTGF-β1は、腎線維症の有害な影響と関係しているカルシウム活性化カリウムチャネル（KCa3.1）を活性化する。

### 移植片対宿主病
JAK1、JAK2は移植片対宿主病（GVHD）における治療標的となっており、これらのチロシンキナーゼは複数のサイトカインのシグナル伝達に必要とされている。これらが活性化された場合には、STATファミリータンパク質がリン酸化される。この転写因子ファミリーの標的遺伝子には重度の炎症促進作用を有するものが含まれている。GVHDの重症度はきわめて多様であり、制御性T細胞、Th1細胞、Th2細胞、Th17細胞へ成熟するナイーブT細胞の割合の影響を受ける。この成熟過程は局所的なサイトカインに大きな影響を受ける。CD4＋とCD8＋の双方のIL-17産生T細胞がTh1応答を引き起こすことが示されており、組織炎症を悪化させ重症型GVHDの原因となる。

### 嚢胞性線維症
炎症性サイトカインは過剰炎症を引き起こし、嚢胞性線維症における肺組織の破壊の主因となっている。こうした強力な炎症応答と免疫細胞数の増加によって嚢胞性線維症患者の肺の細菌を除去することはできず、かえって感染に対する感受性を高めることとなる。嚢胞性線維症患者は高い割合（40–70%）で気管支喘息の徴候を示すが、これはおそらくCFTRの欠乏が主な原因となっていると考えられる。CFTRが欠乏したヘルパーT細胞は高濃度のTNF-α、IL-8、IL-13によって特徴づけられる炎症性環境を形成し、気道平滑筋の収縮性の増大に寄与する。

### 心血管疾患
アテローム性動脈硬化は内皮の機能不全を誘導し、病変部位を形成する免疫細胞がリクルートされる。脈管系中のリガンドによって免疫細胞が活性化されることで病変部位での炎症は進行し、炎症性メディエーターが産生されることでさらに炎症は拡大する。

### 脂肪組織と肥満
炎症性サイトカインは脂肪組織にも存在する可能性がある。脂肪細胞はTNF-αやその他のサイトカインを産生する。脂肪組織由来のサイトカインはホルモンのような遠隔調節因子として作用する。TNF-αやIL-6の濃度は肥満によって上昇することが研究で示されている。

### 変形性関節症
TNF-α、IL-1、IL-6は変形性関節症における軟骨基質の分解と骨吸収に重要な役割を果たしていることが明らかにされている。変形性関節症において炎症性サイトカインが軟骨細胞を刺激して軟骨を分解するプロテアーゼの放出をもたらしている可能性が動物研究では示されている。しかしながら、実際のヒトの変形性関節症は動物モデルよりもはるかに複雑なものであるため、この知見がそのままヒトに当てはまるものであるかは明らかではない。

### 疲労
サイトカインは炎症に重要な役割を果たしており、疲労の原因機構の1つとみなされている。

## 臨床との関係
IL-1またはTNF-αの遮断は、関節リウマチ、炎症性腸疾患、移植片対宿主病の患者に対して有効である。一方、敗血症患者に対するこの戦略の有効性は未だ示されていない。鍼によるがん治療の疼痛などの副作用の抑制効果は、TNF-α、IL-1β、IL-6やIL-10といった炎症性サイトカインの抑制と関連している可能性がある。
エストロゲンは、IL-6、TNF-α、マクロファージ遊走阻止因子（MIF）といったさまざまな炎症性サイトカインの産生を低下させることにより治癒を促進することが示されている。MIF濃度の上昇は慢性難治性潰瘍部位でみられることが多く、治癒の成功によってこれらの濃度は大きく低下する。一方、エストロゲン治療は発がん性を有することも知られており、 American Cancer Societyはホルモン補充療法を受けた女性では乳がんの発生率が上昇するとしている。2005年時点での実験データに基づくレビューではエストロゲンはほぼMIFのダウンレギュレーションのみを介して治癒を調節しているとされており、治癒の異常と関連したMIF標的遺伝子・遺伝子クラスターが同定されている。エストロゲンの治癒促進効果を媒介する下流の遺伝子や因子を研究することで、将来的に重要な発見がなされる可能性がある。
ヒストン脱アセチル化酵素阻害薬は炎症性サイトカインの産生を抑制し、移植片対宿主病を抑制する。
一部の研究ではビタミンDの免疫調節効果が示唆されており、特定の炎症性サイトカインの分泌の低下が示されている。